# Ерік Адамсонс
Ерік Адамсонс (лат. Eriks Ādamsons; 22 червня 1907 — 28 лютого 1946) — латвійський письменник.

## Біографія
Ерік Адамсонс народився 22 червня 1907 року в Ризі, в сім'ї заводського службовця.
Закінчив Першу державну гімназію. Вивчав право у Латвійському університеті. Публікуватися почав у 1924 році. Перша збірка його віршів «Срібло у вогні» вийшла 1932 року. Найбільш відомий як новеліст. Перекладав з англійської мови твори Дж. Г. Байрона, О. Уайльда, Р. Кіплінга, Р. Браунінга, Д. Г. Россетті, А. Теннісона, робив переклади російських, німецьких та французьких письменників. Був одним із учасників латвійського творчого об'єднання «Зелена ворона».
Для російського читача найбільш відомий за дитячою поетичною казкою «Циганочка Рінгла», опублікованою у 1970 році у перекладі Л. Романенка. Книги Еріка Адамсона, серед інших, ілюструвала найстаріша латвійська художниця Маргарита Старасте.
З 1941 року був членом Спілки письменників Латвії. Володар літературної премії Фонду Райнісу та Аспазії (1944).
Був одружений з латвійською поетесою Мірдзе Кемпе. Помер 28 лютого 1946 року від туберкульозу легень у Бікернієцькому санаторії. Похований на ризькому Цвинтарі Райнісу.

## Твори
- «Срібло у вогні» (лат. «Sudrabs ugunī») (1932)
- «Герби» (лат. «erboņi») (1937)
- «Циганочка Рінгла» (лат. «Cigānmeitēns Ringla») (1939)
- «Сонячний годинник» (лат. «Saules pulkstenis») (1941)
- «Koklētājs Samtabikse» (1943)
- «Sapņu pipe» (1951)
- «Витончені недуги» (лат. «Smalkās kaites»)
- «Lielais spītnieks»
- «Sava ceļa gājējs»
- «Оповідання про тварин» (лат. «Stāsti par dzīvniekiem»)
- «Amora apburtā lapene»
- «Nagla, Tomāts un Plūmīte»
- «Malu Ansis»
- «Шість хрестів» (лат. «Seši krusti»)